# زنان در مجلس عوام انگلستان

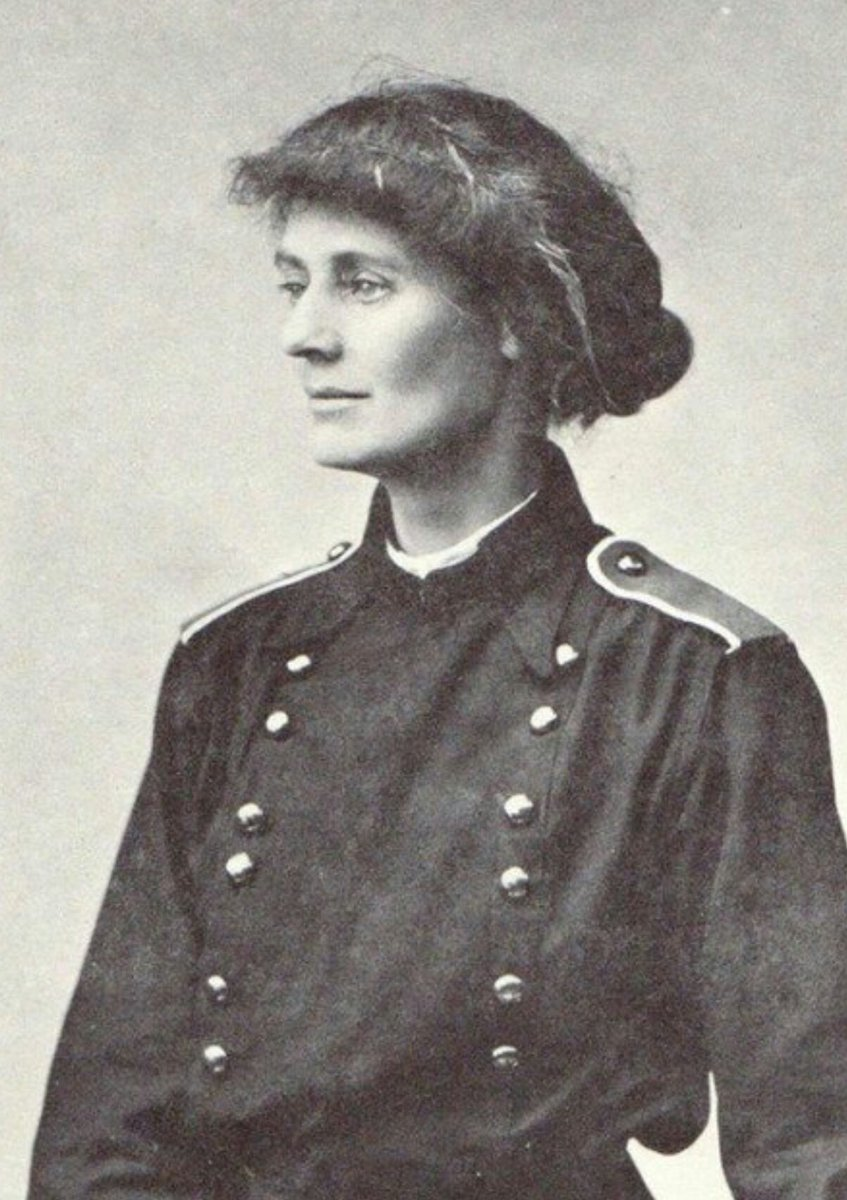
Countess Markiewicz

نمایندگی زنان در مجلس عوام انگلستان (انگلیسی: Women in the House of Commons of the United Kingdom) موضوعی در سیاست‌های انگلستان در نقاط مختلف قرن‌های ۲۰ و ۲۱ بوده‌است. در ابتدا بحث در مورد این بود که آیا زنان مجاز به رأی دادن و نامزدی به عنوان اعضای پارلمان هستند. قانون پارلمان (صلاحیت زنان) در سال ۱۹۱۸ به زنان بالای ۲۱ سال حق انتخاب شدن به عنوان نماینده مجلس را داد. انگلستان دو نخست‌وزیر زن داشته‌است: مارگارت تاچر (۱۹۹۰–۱۹۹۹) و ترزا می (۲۰۱۶–۲۰۱۹). انتشار کتاب زنان در خانه توسط الیزابت والنس در سال ۱۹۷۹ نمایندگی کمرنگ زنان در مجلس را برجسته کرد. در دوران مدرن تر، نگرانی در مورد کمبود نمایندگی زنان، حزب کارگر را به معرفی لیست‌های کوتاه تمام زنان دعوت کرد، چیزی که بعداً برای نقض قوانین تبعیض برگزار شد. بین سالهای ۱۹۱۸ و ۲۰۱۹، در مجموع ۵۵۲ زن به عنوان اعضای مجلس عوام انتخاب شده‌اند. از ژوئن سال ۲۰۲۰، ۲۲۰ زن در مجلس عوام وجود دارد که بالاترین میزان در زنان است. این یک رکورد جدید در کل تاریخ با ۳۴٪ است و اولین بار است که نمایندگی زنان در مجلس عوام بیش از یک سوم است. عدد قبلی ۲۰۸ نفر بود که در سال ۲۰۱۷ تعیین شده بود و ۳۲٪ از اعضای منتخب یا انتخاب مجدد آن سال را تشکیل می‌داد. علاوه بر این، در انتخابات عمومی سال ۲۰۱۹ تعداد بیشتری از زنان از نمایندگان پارلمان کار انتخاب و انتخاب شدند (۱۰۴ زن از مجموع ۲۰۲ نماینده) - این اولین بار در تاریخ کارگران است که این اتفاق می‌افتد. نماینده زن پارلمان با بیشترین مدت خدمت مداوم در حال حاضر به‌طور غیررسمی به عنوان مادر مجلس شناخته می‌شود.